# Robert Aulotte
Robert Aulotte (* 15. April 1920 in Cerfontaine (Nord); † 24. November 2001) war ein französischer Romanist und Literaturwissenschaftler.

## Leben und Werk
Robert Aulotte habilitierte sich 1964 bei V. L. Saulnier mit der Thèse Amyot et Plutarque. La tradition des "moralia" au XVIe siècle (Genf 1965) und wurde Professor an der Sorbonne. Aulotte war auf das französische 16. Jahrhundert spezialisiert. Er war Präsident der SFDS (Société française des seiziémistes, später SFDES, Société française d’études du XVIe siècle), der Société internationale des Amis de Montaigne (SIAM), sowie der Association V. L. Saulnier.
Robert Aulotte gründete 1982 an der Sorbonne das Centre V. L. Saulnier (Centre de recherche sur la création littéraire en France à la Renaissance), das jährlich ein Colloque V. L. Saulnier organisiert,  ferner die Association V. L. Saulnier, welche die Jahresschrift Cahiers V. L. Saulnier herausgibt, in der die Akten des Kolloquiums publiziert werden.

## Weitere Werke
- (Hrsg.) Trois opuscules moraux. Plutarque en France au XVIe siècle, trad. par Antoine Du Saix, Pierre de Saint-Julien et Jacques Amyot, Paris 1971
- (Hrsg.) Montaigne: "Apologie de Raymond Sebond", Paris 1979
- (Hrsg.) " Les Satires " de Mathurin Régnier, Paris 1983
- (Hrsg.) Ronsard : Amours de Marie; Sonnets pour Hélène, Paris 1985
- La Comédie française de la Renaissance et son chef-d'œuvre, " Les Contens " d'Odet de Turnèbe, Paris 1984
- Montaigne, "Essais", Paris 1988, 3. Auflage 1994 (Que sais-je? 2430)
- (Hrsg.) Précis de littérature française du XVIe siècle. La Renaissance, Paris 1991
- Le XVIe siècle, littérature française, Nancy 1991
- (Hrsg.) Les marguerites de Jean Benech de Cantenac, Exeter 1999